# Maďarská státní opera
Maďarská státní opera (maďarsky Magyar Állami Operaház) je novorenesanční budova, která se nachází v městské části Pešť maďarského hlavního města Budapešť, na Andrássy út. 22, ve čtvrti Terézváros. Budovu navrhl významný maďarský architekt Miklós Ybl (1814-1891) a byla postavena mezi roky 1875 a 1884. Výstavbu financovalo město Budapešť a tehdejší císař, uherský král František Josef I. Její původní název byl Maďarská královská opera a pro veřejnost byla slavnostně otevřena 27. září 1884. Na premiéru byl také pozván císař a uherský král František Josef I.

## Hlavní budova

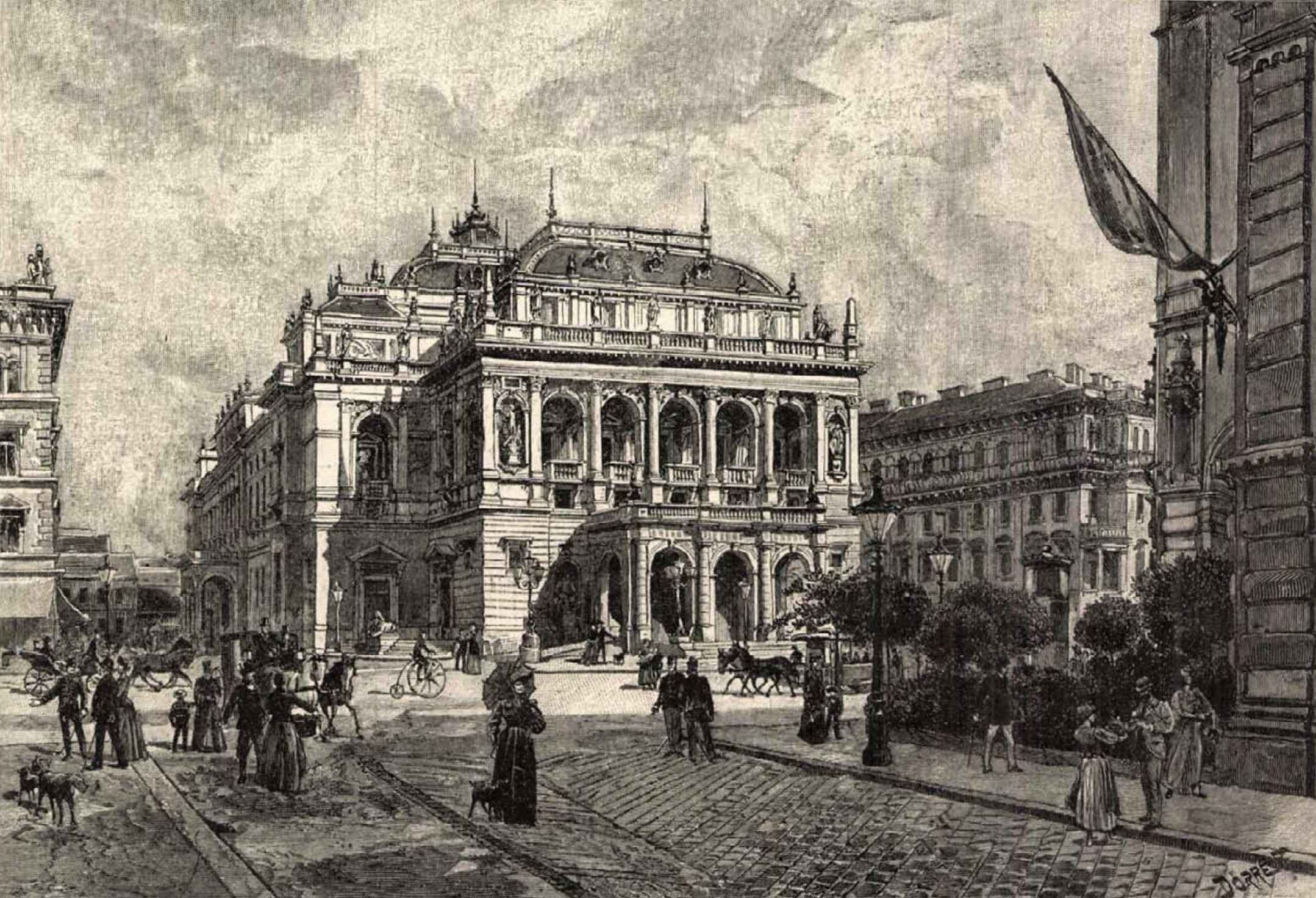
Královská opera v roce 1894

Budova divadla byla postavena v novorenesančním slohu a je bohatě vyzdobena barokními prvky s četnými ornamenty, malbami a sochami. Na výzdobě se podíleli nejvýznamnější maďarští umělci té doby jako malíři Bertalan Székely, Mór Than nebo Károly Lotz. Za zmínku stojí zejména nástěnné malby na schodištích a v hledišti. Samozřejmě také významní sochaři. Před budovou divadla se nachází socha Franze Liszta, jako jednoho z nejznámějších maďarských skladatelů a socha Ference Erkela, prvního ředitele opery, skladatele maďarské národní hymny a také zakladatele Budapešťské filharmonie. Obě vytvořil sochař Alajos Stróbl. Budapešťská opera se řadí k nejkrásnějším operním domům na světě.
V letech 1888 až 1891 zastával funkci hudebního ředitele významný rakouský skladatel Gustav Mahler. Sám Puccini zde dvakrát osobně inscenoval premiéry svých oper.
K nejvýznamnějším dirigentům Maďarské státní opery patří Otto Klemperer, Sergio Failoni a Lamberto Gardelli. Novorenesanční palác Miklóse Ybla zůstal prakticky nezměněn již sto třicet let a stále přitahuje obdivovatele opery a baletu.
Maďarská státní opera se neřadí co do kapacity diváků k těm největším (auditorium má 1261 sedadel), ale o to větší je komfort diváků a také výborná akustika. Hlavní sál byl vyhodnocen jako třetí nejlepší v Evropě těsně za La Scala v Miláně a Operou v Paříži.

## Divadlo Erkel
Divadlo Erkel otevřelo své brány původně jako Lidová opera dne 7. prosince 1911. Toto divadlo je druhou scénou Maďarské státní opery od roku 1951. Od svého otevření je divadlo Erkel největším v zemi, s hledištěm pro 1819 osob. V době vrcholné operní sezóny nabízí operní a baletní představení.
Sezóna trvá každý rok od září do konce června a kromě operních představení je zde také domovská scéna Maďarského národního baletu. Se dvěma divadly, novorenesanční operní budovou a s modernějším divadlem Erkel je pro publikum k dispozici více než 3 200 míst za jeden večer. Repertoár zahrnuje i méně známé maďarské a mezinárodní opery a balety, stejně jako současné práce. Každý rok se uskuteční více než dvě stě představení. Šedesát až sedmdesát oper, více než sto baletních představení, stejně jako muzikálů a orchestrálních koncertů. Maďarská státní opera má na seznamu sto padesát zpěváků a má tři soubory. Dvěstěčlenný symfonický orchestr, první a největší profesionální sbor v Maďarsku, který má také dvě stě členů včetně dětského sboru a jediný klasický baletní soubor v Maďarsku se svými sto třiceti členy.

## Eiffel Art Studios
Maďarská státní opera a divadlo Erkel mají získat nové ateliéry a zkušební centrum. Zřízení a vybavení nového centra, jakož i příprava rekonstrukce opery na Andrássy út. 22, bude financováno vládou.
Jedná se o rekonstrukci největšího krytého opravárenského komplexu, systému rozsáhlých krytých prostor, který sloužil železniční údržbě a dalším pracím pro maďarskou železnici. Byl postaven v letech 1884 až 1886 a je pojmenován podle Gustava Eiffela. Jeho rozloha činí dvacet dva hektary a jeho využívání skončilo v roce 2009.Tento komplex, včetně opravárenských dílen, ve kterých se mohlo najednou opravovat až devadesát šest parních lokomotiv, dvou pomocných budov a kompletní vlakové stanice, vláda určila k rekonstrukci pro potřeby Opery a pro další kulturní zařízení.
Vybuduje se zde zkušební, výrobní a skladovací středisko pro Operu, Bánffova scéna s hledištěm se 400 místy, která bude zahrnovat zkušební scénu stejné velikosti jako je scéna Opery a vhodné hudební studio pro záznamy. Kromě přesunu všech svých devíti výrobních workshopů, všech souborů, kostýmů a rekvizit se zde také vytvoří pamětní místnost pro Jánosa Feketeházyho, návrháře této stavby i ocelové konstrukce Opery.
Dále zde bude restaurace (v historickém železničním voze), hosté si budou moci prohlédnout legendární maďarskou parní lokomotivu číslo 327.141, atrium a parní lokomotivu číslo 006 Biatorbágy řady 301 v parku. K dispozici bude také půjčovna kostýmů a návštěvnické centrum. Také zde bude zřízeno školicí středisko pro operu, kde bude Opera Studio, Opera hudební škola a Institut baletu opery. Výrobní studia budou fungovat jako praktické školicí středisko, kde se bude vzdělávat budoucí generace profesionálů pro potřeby divadelní výroby. Dále parkoviště o rozloze tří hektarů s kapacitou 200 vozidel a také dětské hřiště.
Projekt Eiffel Art Studios bude dokončen a celý komplex bude otevřen na jaře roku 2019.